# Borgsdorf
Borgsdorf ist ein Stadtteil der Stadt Hohen Neuendorf im Landkreis Oberhavel, Brandenburg, im nördlichen Berliner Umland. Der Ort wurde erstmals 1375 urkundlich erwähnt und fusionierte am 6. Dezember 1993 gemeinsam mit Bergfelde zu Hohen Neuendorf.

## Geographie
Der Ort wird im Wesentlichen von Einfamilien- und Reihenhäusern geprägt. Es gibt aber auch einige Mehrfamilienhäuser und Wohnanlagen. Eine Besonderheit ist die Wassersportsiedlung „Venedig“, in der die Grundstücke an einem eigenen Y-förmigen Kanal mit Verbindung zur Havel liegen. In den letzten Jahren wurden in Borgsdorf viele freie Flächen bebaut und alter Gebäudebestand umfangreich renoviert. Neben Wohnraum für junge Familien sind auch vermehrt Wohnungen für Senioren entstanden.

### Geographische Lage
Borgsdorf liegt an der Havel (siehe auch Zehdenick-Spandauer Havelniederung) und ist der nördlichste Stadtteil der Stadt Hohen Neuendorf. Östlich entspringt der Bogenluchgraben. Der Ort ist nur über eine schmale Verbindung entlang der Havel mit dem Stadtteil Hohen Neuendorf verbunden. Borgsdorf erstreckt sich vom Wohnplatz Pinnow im Westen bis zum Naturpark Barnim im Osten.

### Nachbargemeinden
Im Süden grenzt Borgsdorf an Birkenwerder, im Westen an Velten und im Norden an den Ortsteil Lehnitz der Stadt Oranienburg.

### Gliederung
Neben den eigentlichen Siedlungsgebieten um den Bahnhof und den alten Ortskern (sog. „Dorf“) gehören die Wohnplätze Pinnow, Havelhausen und Venedig zum Ort.

## Geschichte
Erste Siedlungsspuren im Gebiet des heutigen Borgsdorf lassen sich gemäß der Liste der Bodendenkmale in Hohen Neuendorf bereits für die Mittelsteinzeit nachweisen. Auch in späteren Phasen gab es hier demnach Siedlungen.
Der Ort Borgsdorf wurde im Jahr 1375 im Dorfverzeichnis des Landbuchs Kaiser Karls IV. als „Borcharstorff“ erstmals aufgeführt.
Mit der Entstehung der Kreise in der Mark Brandenburg am Ende des Mittelalters gehörte Borgsdorf seit 1451 zum Landkreis Niederbarnim.
1653 bekam Luise Henriette von Oranien das Dorf von ihrem Mann, Kurfürst Friedrich Wilhelm von Brandenburg, geschenkt. Sie wollte Borgsdorf zu einem Mustergut machen, war aber wegen der schlechten Bodenqualität nicht erfolgreich. In den folgenden Jahrhunderten wechselten die Besitzer häufig und die Einwohnerzahl sank.
1840 zerstörte ein Großbrand fast das gesamte Dorf. Ab etwa 1850 gab es mehrere Ziegeleien – durch den Tonabbau entstanden die drei kleinen Seen Wolffsee, Hubertussee und Börnersee. Mit der Eröffnung der Berliner Nordbahn 1877 begann für Borgsdorf die Entwicklung vom Bauerndorf zur Vorstadtsiedlung. In der Nähe des neuen Bahnhofes – etwas entfernt vom damaligen Dorfzentrum – wurden planmäßig neue Wohngebiete angelegt.
1905 gründete Curt Moll einen Betrieb zur Nelkenzucht. Der Betrieb war so erfolgreich, dass 1937 die Nelke sogar in das Ortswappen (siehe unten) aufgenommen wurde. Auch der Nachfolgebetrieb VEG Gartenbau Borgsdorf war im Ort mit seinen Gewächshäusern präsent. Nach der Wende in der DDR entstanden auf diesem Gelände neue Wohngebiete.
Im Zuge der großen Kreisreform 1952 wurde Borgsdorf in den neuen Kreis Oranienburg überführt. Das auf der westlichen Havelseite liegende und zum Landkreis Osthavelland gehörende Dorf Pinnow wurde ein Ortsteil Borgsdorfs. Damit hatte die Havel ihre jahrhundertealte Funktion als Grenze zwischen verschiedenen Landkreisen verloren.
Die Gemeinde Borgsdorf unterhielt seit 1991 eine Partnerschaft mit der Stadt Fürstenau in Niedersachsen. Durch die Fusion mit Hohen Neuendorf ging diese Partnerschaft auf die Stadt Hohen Neuendorf über. Seit September 2014 heißt der Bahnhofsvorplatz zu Ehren der Partnerstadt Fürstenauer Platz.
Im Jahr 1993 wurde Borgsdorf ein Teil der Gemeinde Hohen Neuendorf. Seit 1999 ist Hohen Neuendorf eine Stadt und wird in die Stadtteile Bergfelde, Stolpe (seit 26. Oktober 2003), Hohen Neuendorf (Kernstadt) und Borgsdorf gegliedert.

### Einwohnerentwicklung
| 1875 | 236   | 1939 | 2.724 | 1981 | 2.970 |
| 1890 | 335   | 1946 | 2.541 | 1985 | 2.911 |
| 1910 | 608   | 1950 | 2.794 | 1989 | 2.787 |
| 1925 | 1.313 | 1964 | 2.933 | 1992 | 2.644 |
| 1933 | 2.062 | 1971 | 2.908 |      |       |

### Wappen

Wappen

Blasonierung: Das Wappen der ehemaligen Gemeinde Borgsdorf zeigte Auf silbernem (weißen) Felde geteilt von einem blauen Wellenbalken in ganzer Größe des Wappenschildes ein schwarzes Hirschgeweih mit Schädel, zwischen den Stangen des Vierzehnenders eine fünfblätterige rote Nelke mit grünem Kelch.

## Religion

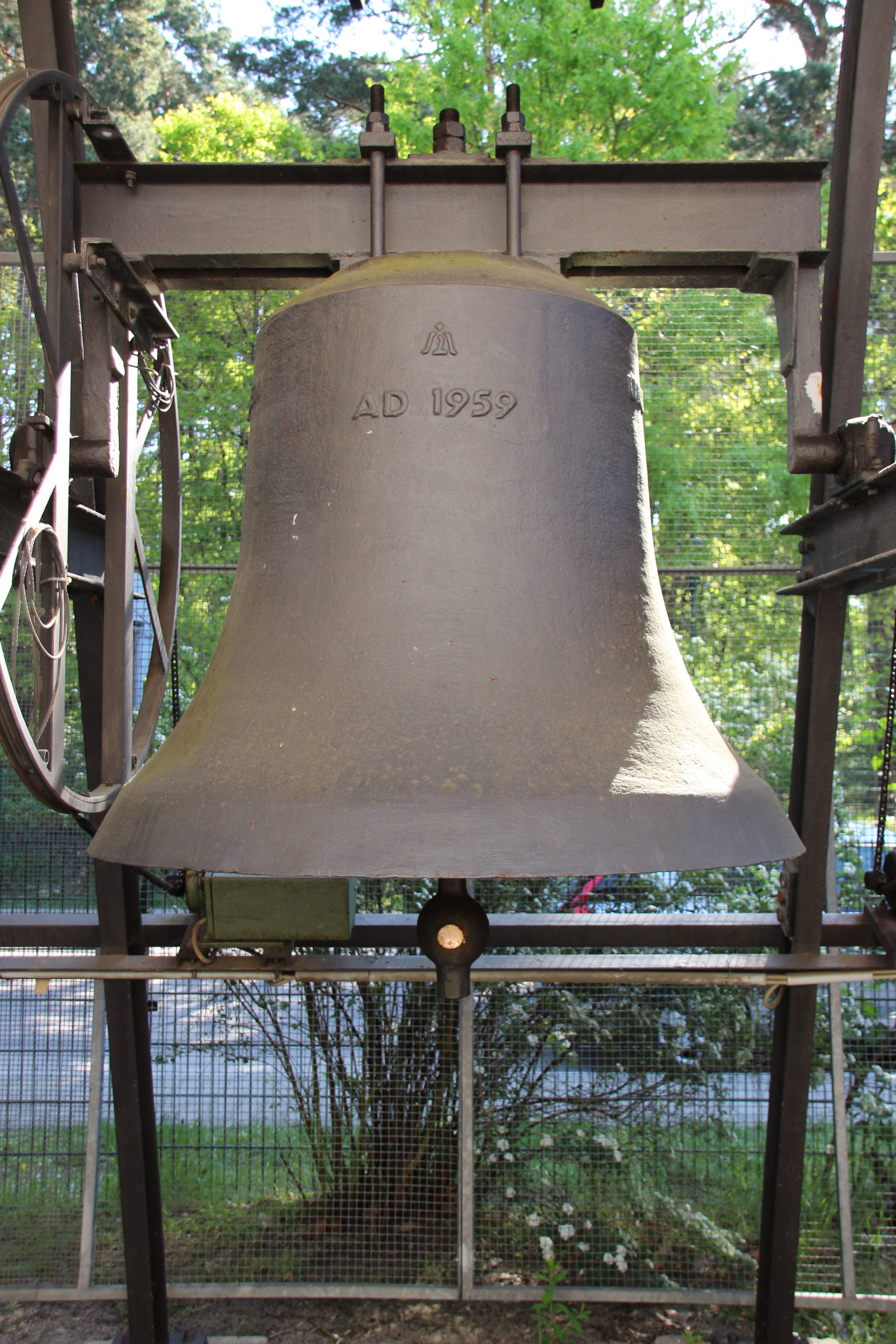
Dorfkirche Borgsdorf Hohen-Neuendorf-gis-Glocke

Die Kirchengemeinde Borgsdorf-Pinnow ist die nördlichste Gemeinde des Kirchenkreises Berlin-Nord-Ost (bis 2008: Berlin-Pankow) im Sprengel Berlin der Evangelischen Kirche Berlin-Brandenburg-schlesische Oberlausitz. Im kirchlichen Leben bilden die Gemeinden Borgsdorf-Pinnow und Birkenwerder eine Einheit – das Pfarramt Birkenwerder betreut beide Gemeinden. Die Gemeinde verfügt über zwei Kirchen im Ort.

## Kultur und Sehenswürdigkeiten

### Bauwerke
Im Ort gibt es zwei Kirchen. Die Kirche Borgsdorf mit Gemeindehaus und separatem Glockenstuhl wurde 1953 eingeweiht – sie war eine der wenigen Kirchenneubauten in der DDR. Im Ortsteil Pinnow steht die zwischen 1859 und 1862 nach Entwurf des preußischen Baumeisters Friedrich August Stüler erbaute Dorfkirche Pinnow. Sie ist für ihre kulturellen Veranstaltungen bekannt und wird als die erste Radfahrerkirche im Land Brandenburg bezeichnet.
In der Breitscheidstraße direkt am Waldrand steht das 1938/39 von Hans Scharoun gebaute Haus Weigand.
Diese Gebäude und einige weitere Baudenkmale in Borgsdorf stehen auf der Denkmalliste des Landes Brandenburg.

### Grünflächen und Naherholung
Im Ort gibt es verschiedene Spielplätze, Grünflächen und drei kleine Seen. Auch die Umgebung von Borgsdorf ist geprägt durch ausgedehnte Waldgebiete und Seen, die ein beliebtes Ziel für Spaziergänger und Wanderer und Radfahrer sind. Es gibt mehrere ausgewiesene Rad- und Wanderwege. Besonders reizvoll ist das nahegelegene Briesetal mit dem Briesesee, der Waldschule Briese und einem Kletterwald.

### Sport
Der Sportplatz an der Bahnhofstraße wird von örtlichen Vereinen und der Grundschule genutzt. Der Platz wurde im August 2002 nach einer umfassenden Neugestaltung eröffnet.
Zur Sportanlage gehören ein Kunstrasenplatz mit Flutlichtanlage, eine 400-Meter-Kunststoff-Laufbahn, eine kombinierte Kugelstoß-Weitsprunganlage, ein Rasenfußballplatz sowie eine kleine Sporthalle und eine moderne Zwei-Felder-Halle.
Der Sportverein FSV Forst Borgsdorf wurde im Jahr 1954 gegründet. Im Verein wird Fußball gespielt und Behindertensport betrieben.
Der Sportverein VfL Borgsdorf wurde im Jahr 2000 gegründet und bietet eine breite Palette an Sportarten wie Aerobic, Volleyball oder Nordic Walking an.
Als Hohen Neuendorfer Handballverein trägt der HSV Oberhavel seine Heimspiele in der Bahnhofstraße 33 in Borgsdorf aus.

## Wirtschaft und Infrastruktur

### Unternehmen
In Borgsdorf gibt es verschiedene Unternehmen und Handwerker sowie mehrere Einkaufsmöglichkeiten, insbesondere das Einkaufs- und Dienstleistungszentrum in der Nähe des S-Bahnhofs und das Gartencenter Pflanzen-Kölle an der L 20.

### Öffentliche Einrichtungen

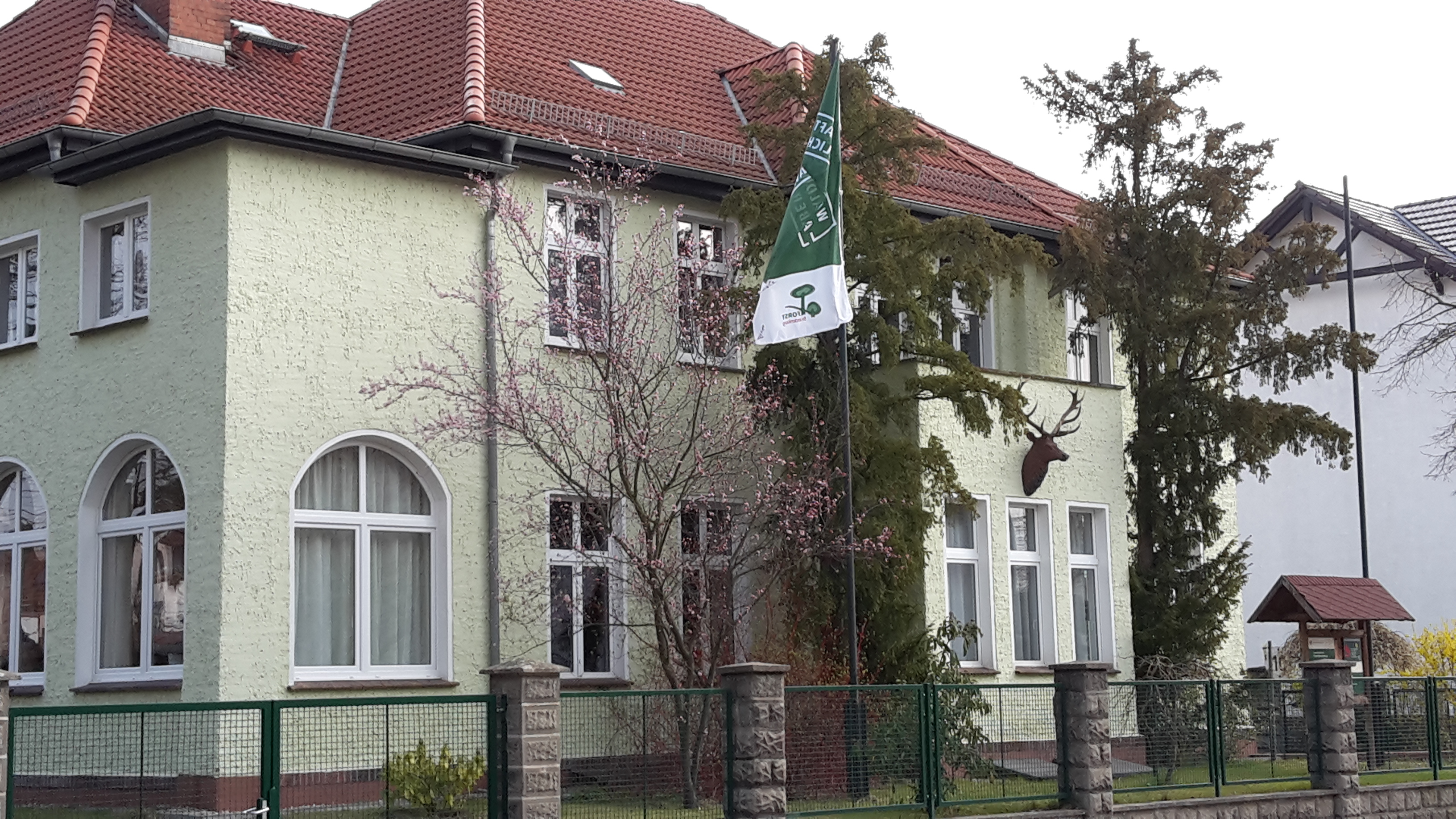
Landeswaldoberförsterei

In Borgsdorf gibt es einen Standort des Forstes Brandenburg mit der Landeswaldoberförsterei Borgsdorf und verschiedenen Revierförstereien.
Im Ort arbeitet der Sozialpädagogische Verbund Borgsdorf des ALEP e. V. Hier leben Kinder und Jugendliche unterschiedlichen Alters in kleinen betreuten Wohngruppen in Borgsdorf und anderen Orten der Umgebung. Außerdem gibt es seniorengerechte Appartements mit dem Angebot zum betreuten Wohnen. Das historische Heimgebäude wird vom Verein heute als Verwaltungsgebäude genutzt.

### Bildung

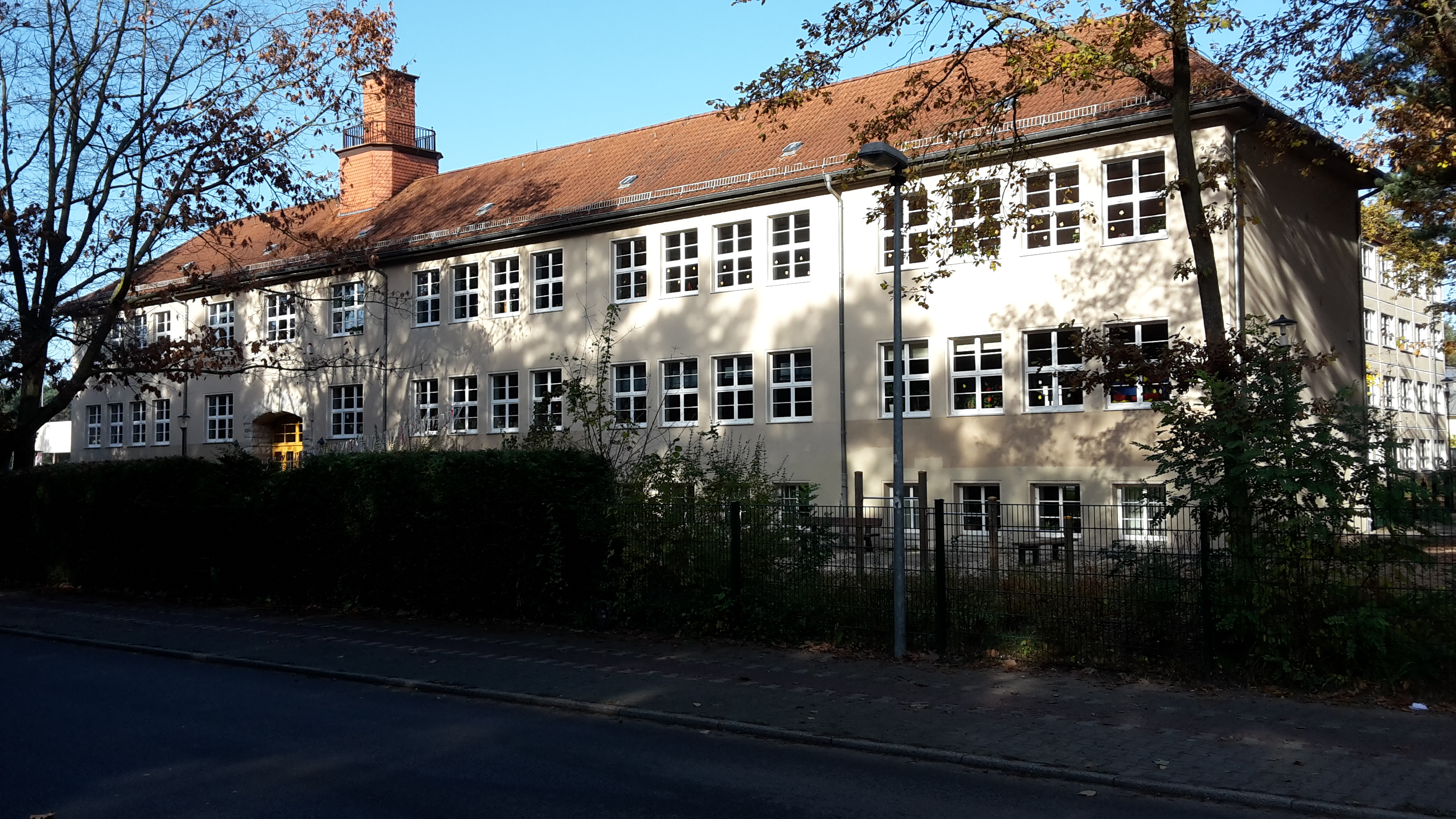
Hort im alten Schulgebäude

Borgsdorf hat zwei Kitas und verschiedene Tagespflegestellen, eine Grundschule mit Hort sowie die Margeriten-Schule, eine Förderschule des Landkreises mit dem Schwerpunkt Emotionale und soziale Entwicklung. Die früher im Ort liegende Dr.-Hugo-Rosenthal-Oberschule wurde in den Stadtteil Hohen Neuendorf verlegt. Das ehemalige Schulgebäude wird heute vom Hort der Grundschule genutzt.

### Verkehr

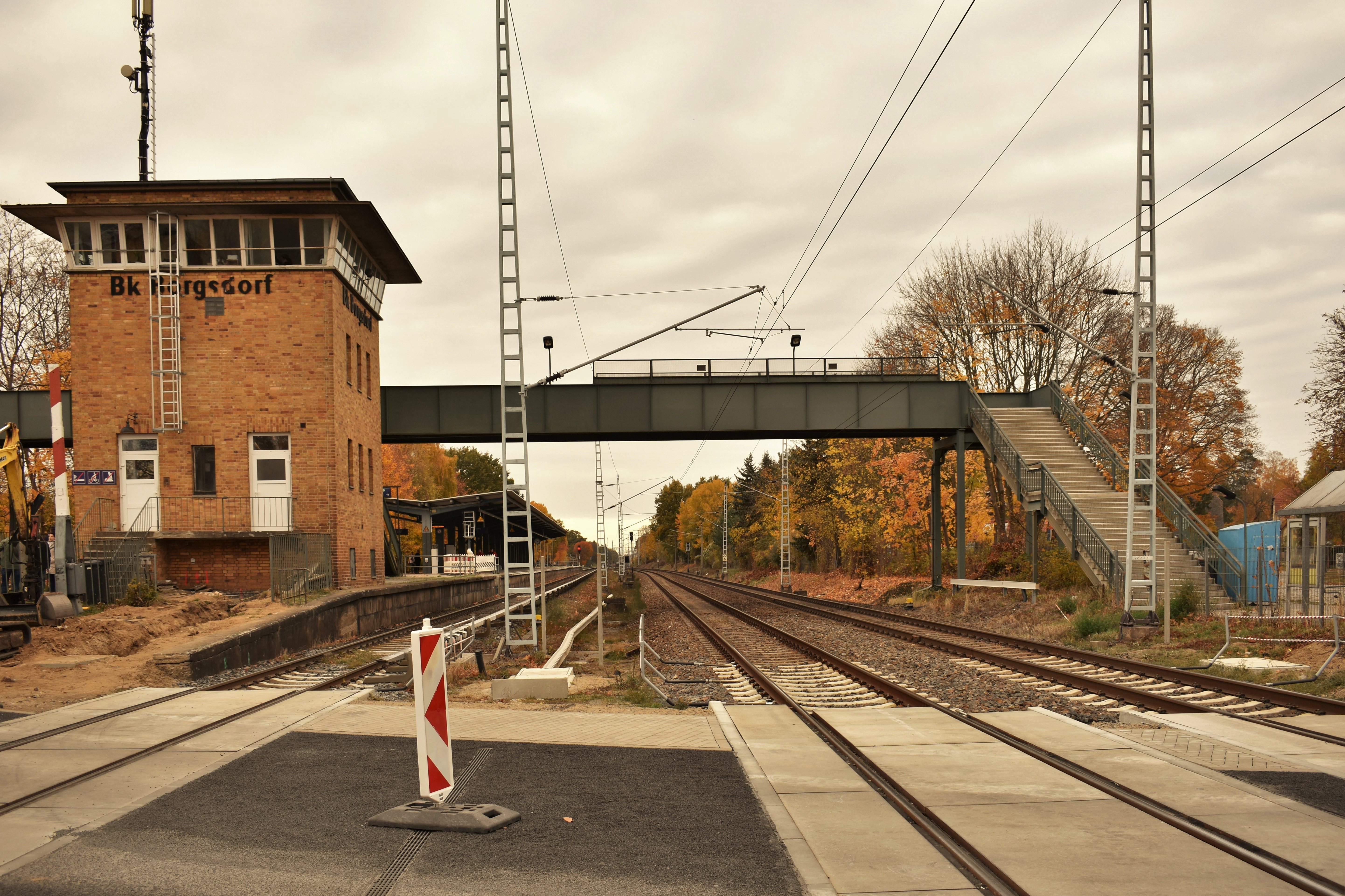
Haltepunkt Borgsdorf

Verkehrstechnisch ist der Ort sehr gut angebunden:
- Bahnhof Borgsdorf (bahntechnisch ein Haltepunkt) an der Berliner Nordbahn (Linie S1, Berlin-Wannsee – Oranienburg);
- mit der Buslinie 816 der Oberhavel Verkehrsgesellschaft gibt es Verbindungen nach Velten;
- über die Landesstraße L20 gibt es Anschluss an die A10 (Berliner Ring, Anschlussstelle 33 Birkenwerder) und die B96 in unmittelbarer Nähe;
- der Radfernweg Berlin–Kopenhagen und der Havelradweg führen durch Borgsdorf.